# Família real dinamarquesa

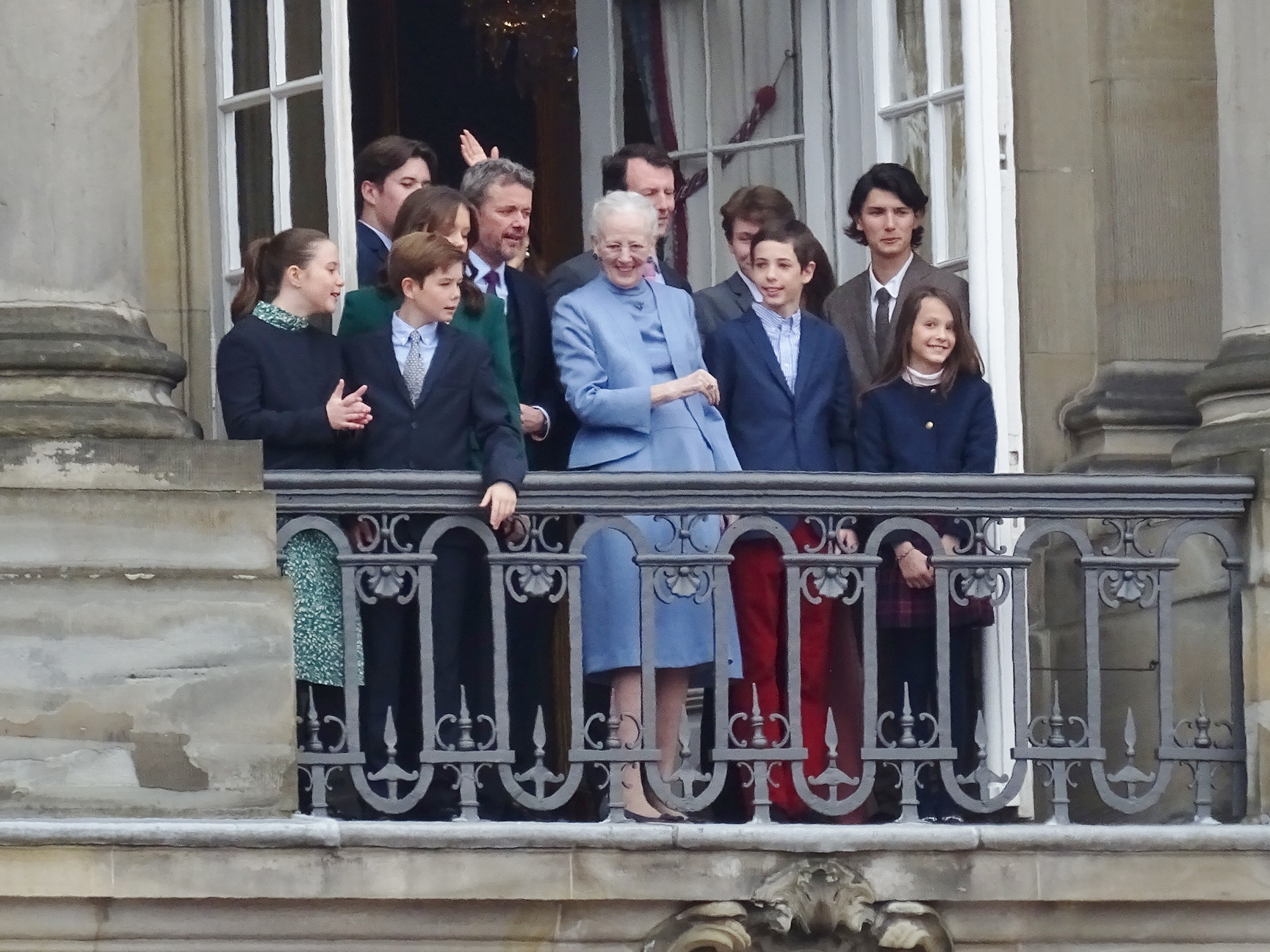
A Família Real Dinamarquesa na sacada do Palácio de Amalienborg em 2022. Da esquerda para a direita: Princesa Josefina, Principe Vicente, Princesa Isabel, Príncipe Cristiano, o então Príncipe Herdeiro Frederico, a Rainha Margarida II, Príncipe Joaquim, Conde Félix, Conde Henrique, Condessa Atena e Conde Nicolau.

A família real dinamarquesa compreende os familiares mais próximos dos monarcas do Reino da Dinamarca. O atual chefe de Estado dinamarquês é o rei Frederik X, que ascendeu ao trono no dia 14 de janeiro de 2024 junto com sua esposa e rainha consorte Mary, após a abdicação da rainha Margarida II. Os descendentes de Frederico X e Maria são: Christian, Príncipe Herdeiro da Dinamarca, a princesa Isabella segunda na linha de sucessão , os gêmeos príncipe Vicente e a princesa Josephine . 
Na família real dinamarquesa, os filhos do monarca e os do seu herdeiro aparente possuem o estilo de Sua Alteza Real (Hans ou Hendes Kongelige Højhed), enquanto os outros membros possuem o estilo de Sua Alteza (Hans ou Hendes Højhed). Já o (a) monarca é tratado (a) pelo estilo de Sua Majestade (Deres Majestæt).
A rainha Margarida II, suas irmãs e seus descendentes pertencem a Casa de Glücksburg, um ramo da Casa de Oldenburg. Os filhos da rainha Margarida II e sua descendência masculina também descendem agnaticamente da família de Laborde de Monpezat, e lhes foram dado o título de Conde e Condessa de Monpezat por decreto real de 30 de abril de 2008.
A família real dinamarquesa possuí altos índices de aprovação na Dinamarca, variando entre 82% e 92%.

## Membros

### Membros atuais

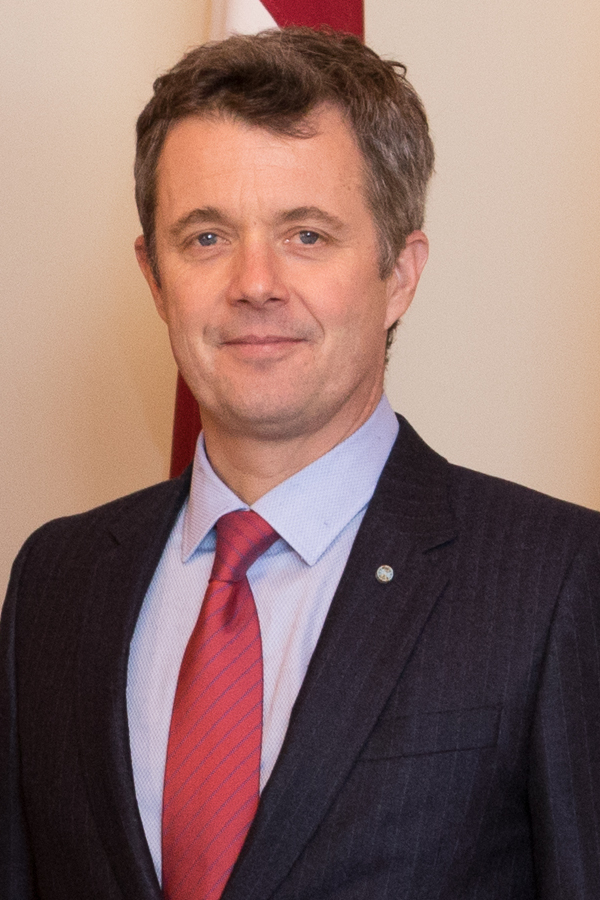
O Rei (Frederico X, n. 1968)
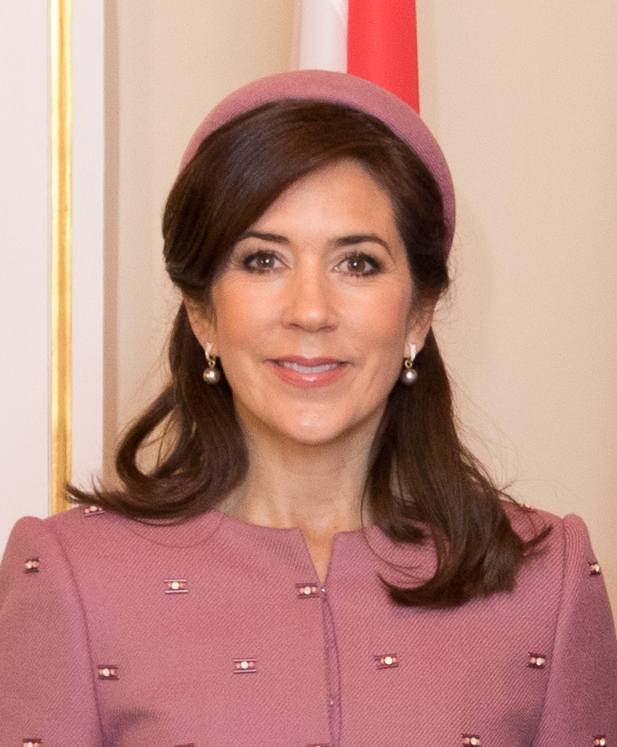
A Rainha (Mary Donaldson, n. 1972) Esposa do Rei
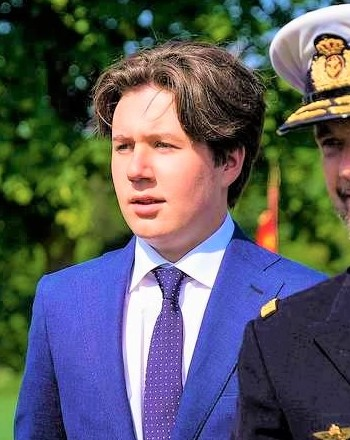
O Príncipe Herdeiro (Cristiano, n. 2005) Filho do Rei
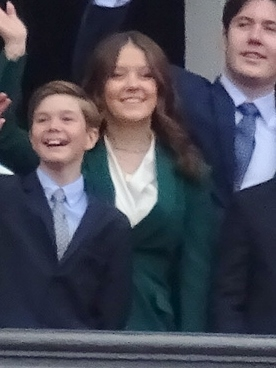
Princesa Isabel (nascida em 2007) Filha do Rei
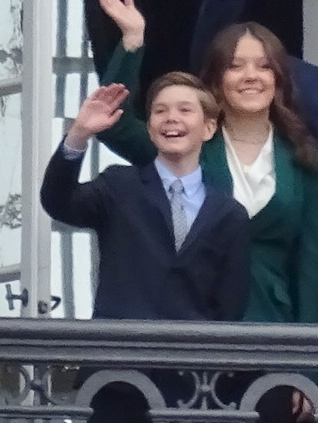
Príncipe Vicente (nascido em 2011) Filho do Rei
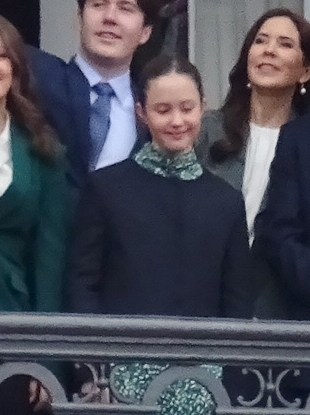
Princesa Josefina (nascida em 2011) Filha do Rei
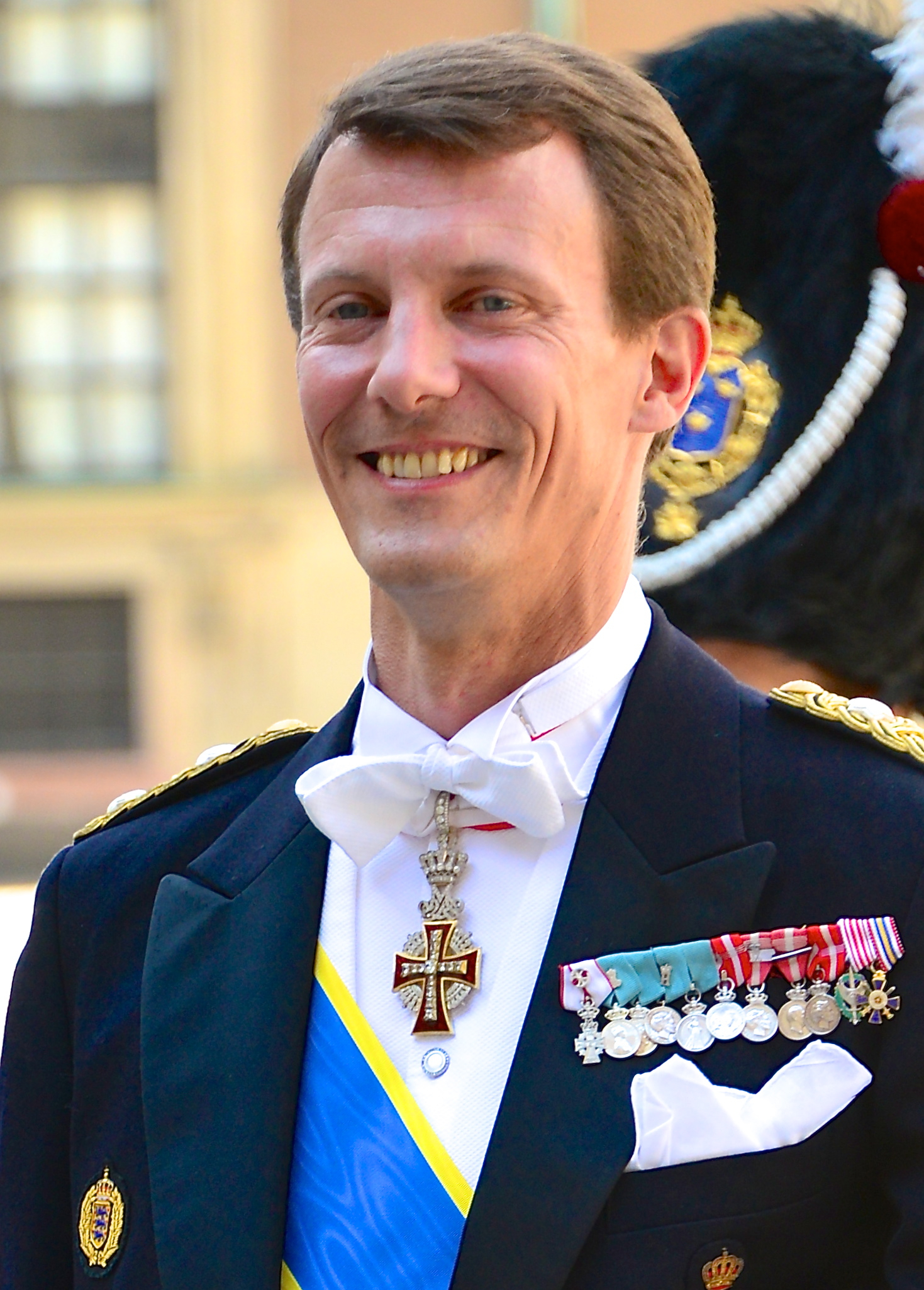
Príncipe Joaquim (nascido em 1969) Irmão do Rei
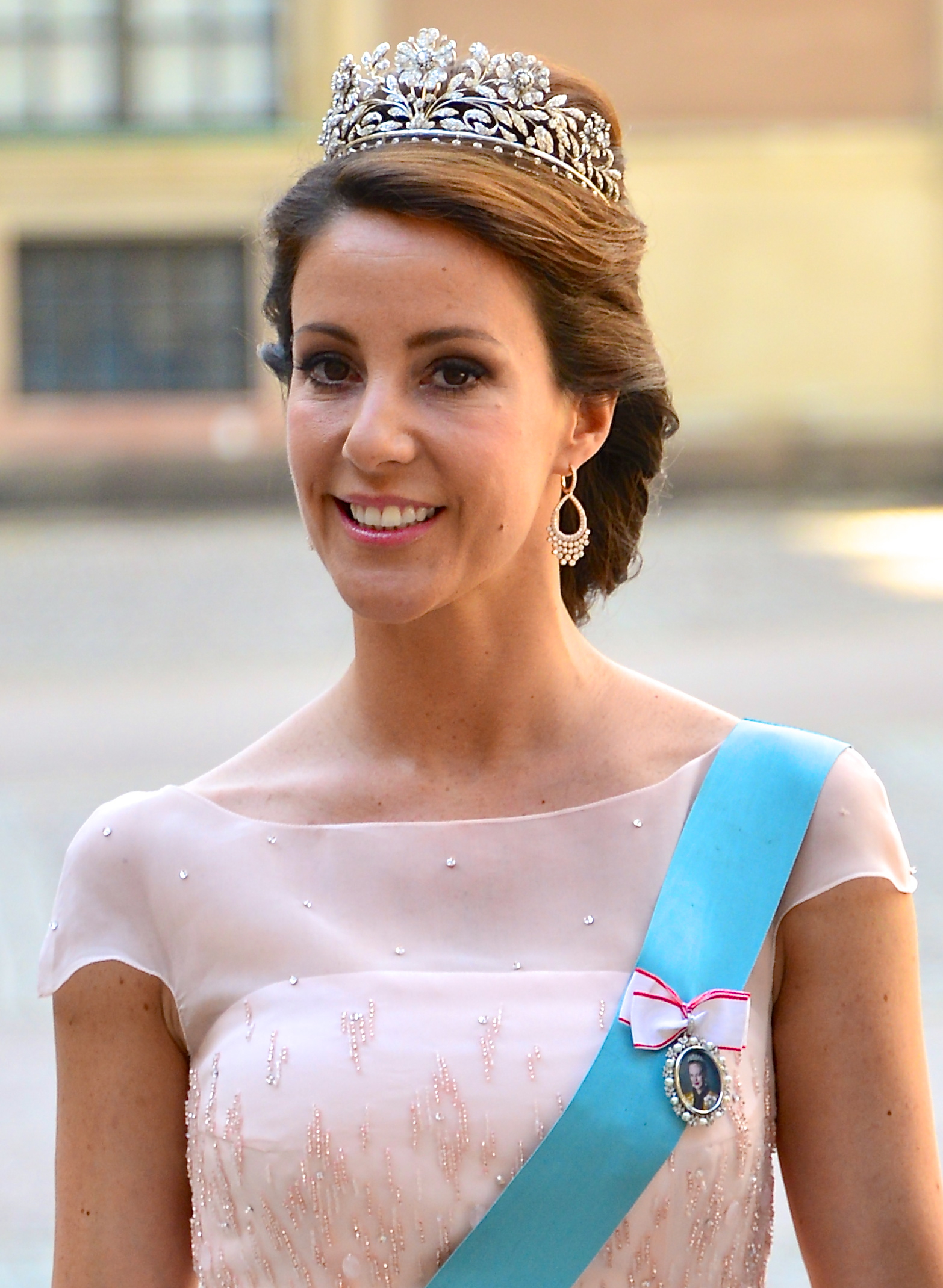
Princesa Marie (nascida em 1976) Cunhada do Rei
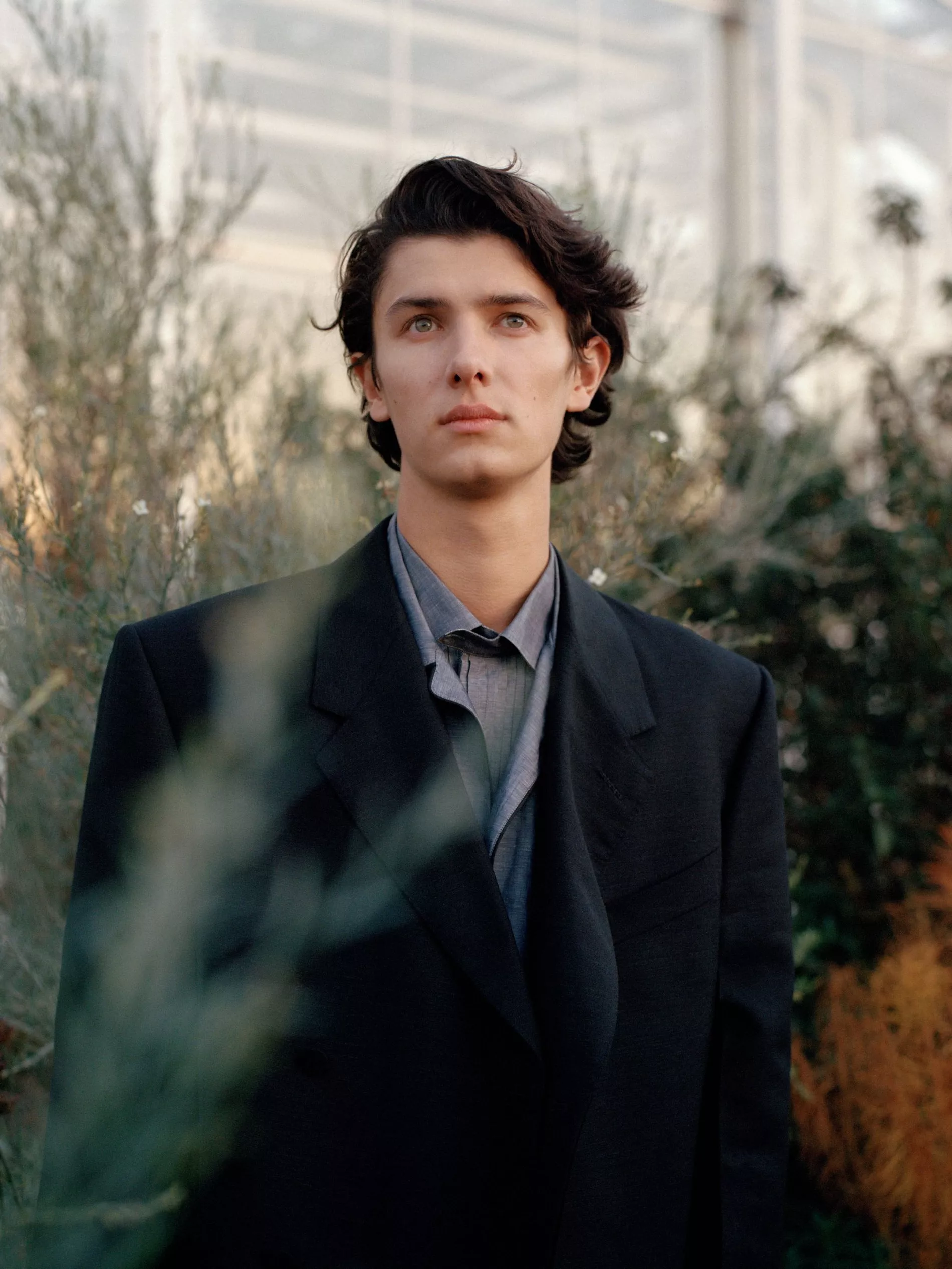
Conde Nicolau (nascido em 1999) Sobrinho do Rei
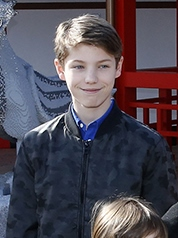
Conde Félix (nascido em 2002) Sobrinho do Rei
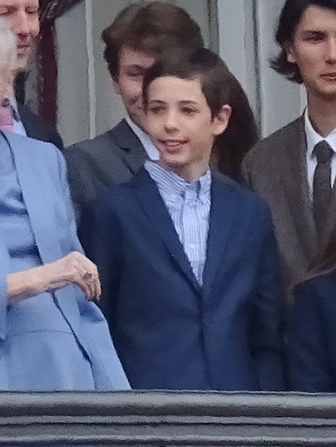
Conde Henrique (nascido em 2009) Sobrinho do Rei
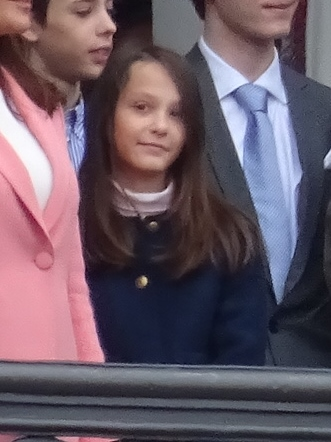
Condessa Atena (nascido em 2012) Sobrinha do Rei
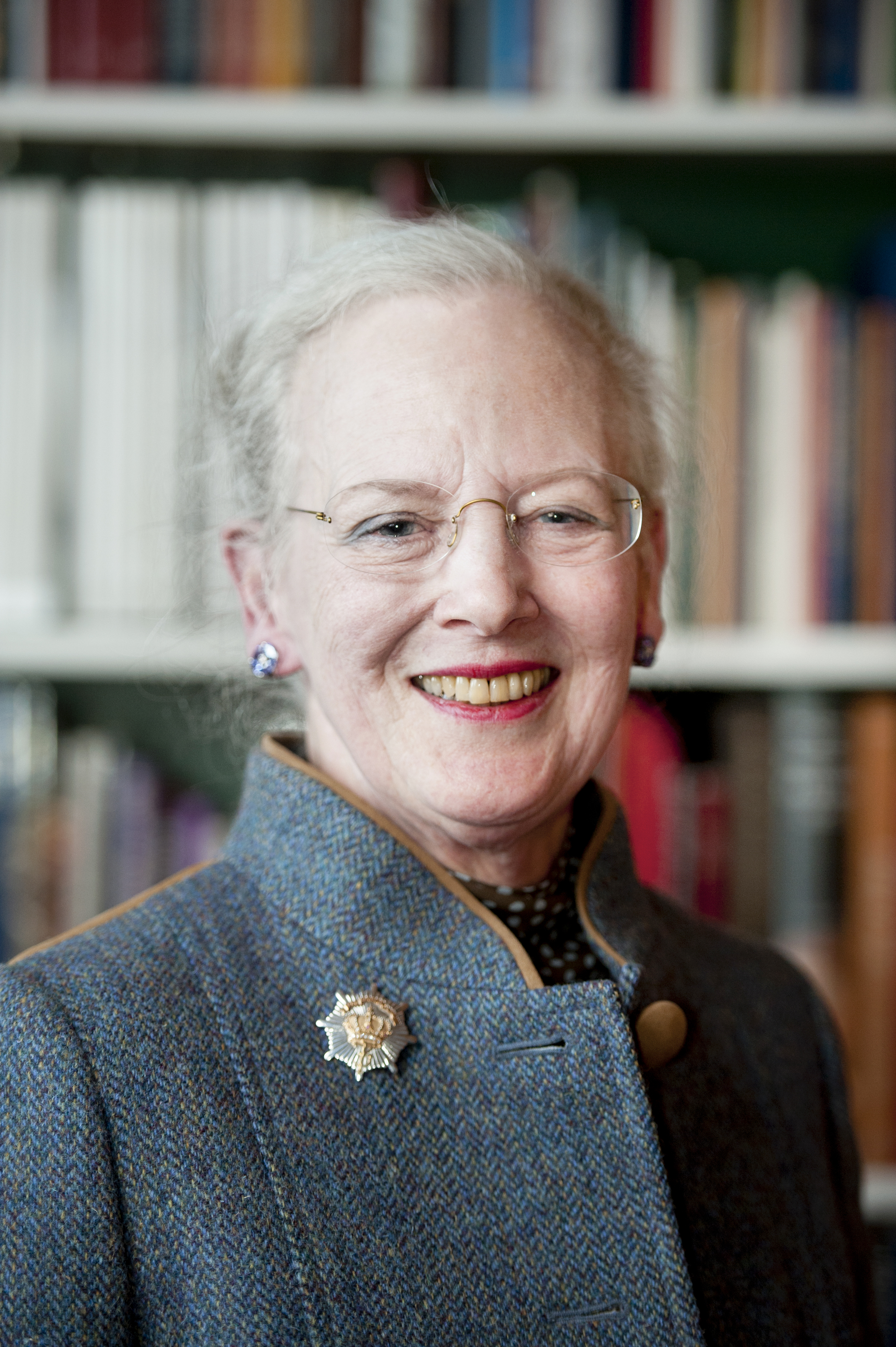
Rainha Margarida (nascida em 1940) Mãe do Rei
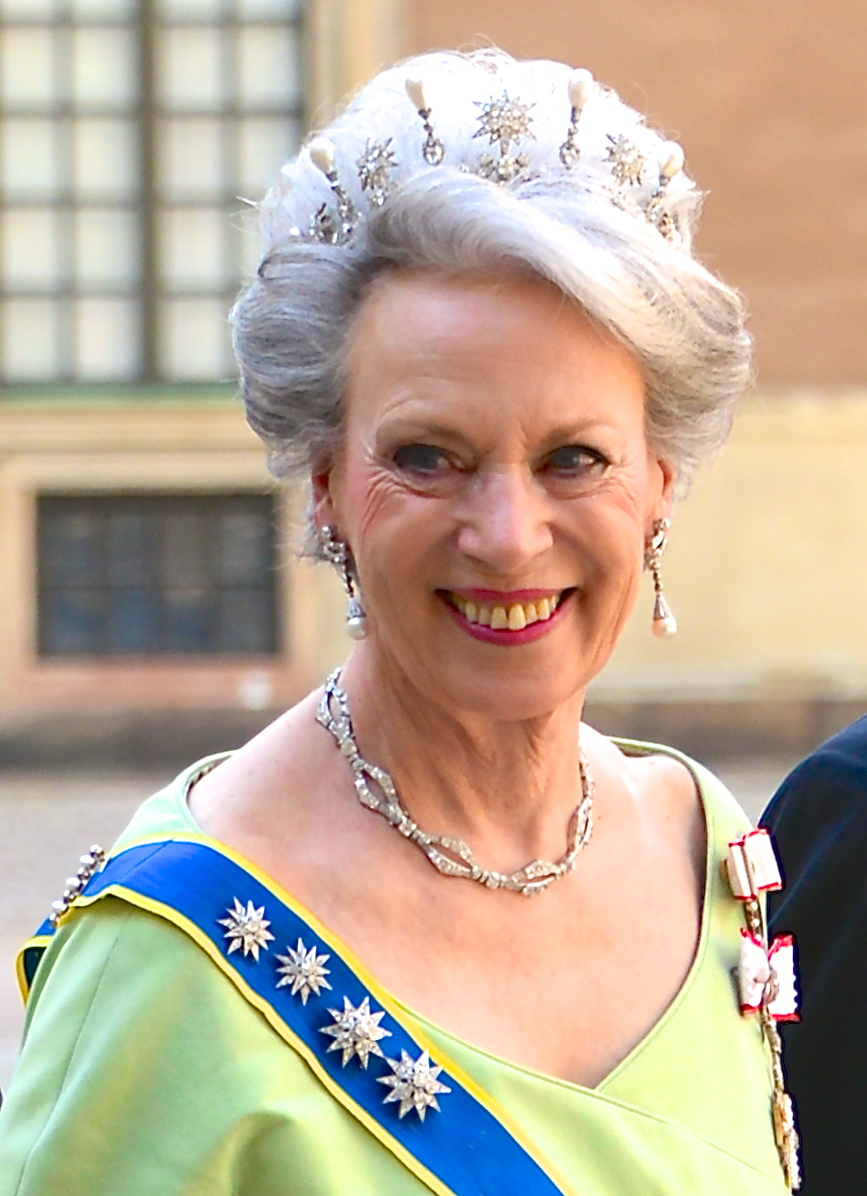
A Princesa Viúva de Sayn-Wittgenstein-Berleburg (Benedita, n. 1944) Tia materna do Rei
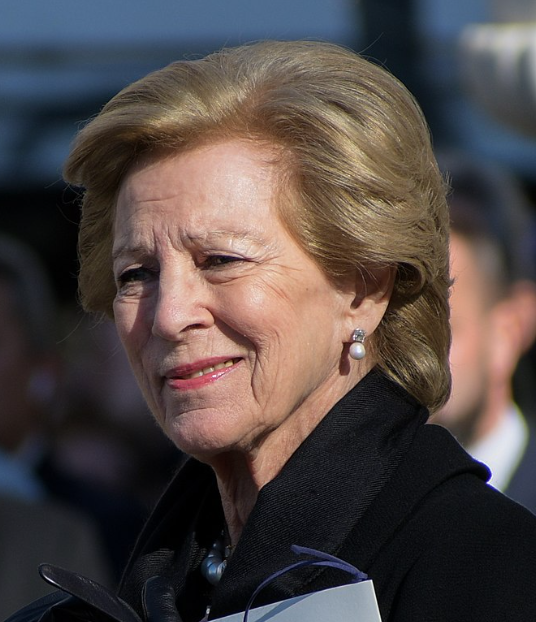
Rainha Ana Maria da Grécia (nascida em 1946) Tia materna do Rei

#### Árvore genealógica
- = Indivíduos que estão vivos.
- = Indivíduos que exercem deveres oficiais.
- = Indivíduos que estão falecidos.

|                                 |                                 |                                 |                                 | Frederico IX                    | Frederico IX                    | Frederico IX | Frederico IX | Frederico IX     | Frederico IX     |                  |                  | Ingrid da Suécia | Ingrid da Suécia | Ingrid da Suécia | Ingrid da Suécia | Ingrid da Suécia                                           | Ingrid da Suécia                                           |                                                            |                                                            |                                                            |                                                            |  |  |                          |                          |                          |                          |                          |                          |  |  |                     |                     |                     |                     |                                        |                                        |                                        |                                        |                                        |                                        |                   |                   |                   |                   |         |         |                      |                      |                      |                      |                      |                      |                 |                 |                   |                   |                   |                   |                   |                   |  |  |  |  |
|                                 |                                 |                                 |                                 | Frederico IX                    | Frederico IX                    | Frederico IX | Frederico IX | Frederico IX     | Frederico IX     |                  |                  | Ingrid da Suécia | Ingrid da Suécia | Ingrid da Suécia | Ingrid da Suécia | Ingrid da Suécia                                           | Ingrid da Suécia                                           |                                                            |                                                            |                                                            |                                                            |  |  |                          |                          |                          |                          |                          |                          |  |  |                     |                     |                     |                     |                                        |                                        |                                        |                                        |                                        |                                        |                   |                   |                   |                   |         |         |                      |                      |                      |                      |                      |                      |                 |                 |                   |                   |                   |                   |                   |                   |  |  |  |  |
|                                 |                                 |                                 |                                 |                                 |                                 |              |              |                  |                  |                  |                  |                  |                  |                  |                  |                                                            |                                                            |                                                            |                                                            |                                                            |                                                            |  |  |                          |                          |                          |                          |                          |                          |  |  |                     |                     |                     |                     |                                        |                                        |                                        |                                        |                                        |                                        |                   |                   |                   |                   |         |         |                      |                      |                      |                      |                      |                      |                 |                 |                   |                   |                   |                   |                   |                   |  |  |  |  |
|                                 |                                 |                                 |                                 |                                 |                                 |              |              |                  |                  |                  |                  |                  |                  |                  |                  |                                                            |                                                            |                                                            |                                                            |                                                            |                                                            |  |  |                          |                          |                          |                          |                          |                          |  |  |                     |                     |                     |                     |                                        |                                        |                                        |                                        |                                        |                                        |                   |                   |                   |                   |         |         |                      |                      |                      |                      |                      |                      |                 |                 |                   |                   |                   |                   |                   |                   |  |  |  |  |
| Henrique de Laborde de Monpezat | Henrique de Laborde de Monpezat | Henrique de Laborde de Monpezat | Henrique de Laborde de Monpezat | Henrique de Laborde de Monpezat | Henrique de Laborde de Monpezat |              |              | Margarida II     | Margarida II     | Margarida II     | Margarida II     | Margarida II     | Margarida II     |                  |                  | A Princesa Viúva de Sayn-Wittgenstein-Berleburg (Benedita) | A Princesa Viúva de Sayn-Wittgenstein-Berleburg (Benedita) | A Princesa Viúva de Sayn-Wittgenstein-Berleburg (Benedita) | A Princesa Viúva de Sayn-Wittgenstein-Berleburg (Benedita) | A Princesa Viúva de Sayn-Wittgenstein-Berleburg (Benedita) | A Princesa Viúva de Sayn-Wittgenstein-Berleburg (Benedita) |  |  | Constantino II da Grécia | Constantino II da Grécia | Constantino II da Grécia | Constantino II da Grécia | Constantino II da Grécia | Constantino II da Grécia |  |  | Ana Maria da Grécia | Ana Maria da Grécia | Ana Maria da Grécia | Ana Maria da Grécia | Ana Maria da Grécia                    | Ana Maria da Grécia                    |                                        |                                        |                                        |                                        |                   |                   |                   |                   |         |         |                      |                      |                      |                      |                      |                      |                 |                 |                   |                   |                   |                   |                   |                   |  |  |  |  |
| Henrique de Laborde de Monpezat | Henrique de Laborde de Monpezat | Henrique de Laborde de Monpezat | Henrique de Laborde de Monpezat | Henrique de Laborde de Monpezat | Henrique de Laborde de Monpezat |              |              | Margarida II     | Margarida II     | Margarida II     | Margarida II     | Margarida II     | Margarida II     |                  |                  | A Princesa Viúva de Sayn-Wittgenstein-Berleburg (Benedita) | A Princesa Viúva de Sayn-Wittgenstein-Berleburg (Benedita) | A Princesa Viúva de Sayn-Wittgenstein-Berleburg (Benedita) | A Princesa Viúva de Sayn-Wittgenstein-Berleburg (Benedita) | A Princesa Viúva de Sayn-Wittgenstein-Berleburg (Benedita) | A Princesa Viúva de Sayn-Wittgenstein-Berleburg (Benedita) |  |  | Constantino II da Grécia | Constantino II da Grécia | Constantino II da Grécia | Constantino II da Grécia | Constantino II da Grécia | Constantino II da Grécia |  |  | Ana Maria da Grécia | Ana Maria da Grécia | Ana Maria da Grécia | Ana Maria da Grécia | Ana Maria da Grécia                    | Ana Maria da Grécia                    |                                        |                                        |                                        |                                        |                   |                   |                   |                   |         |         |                      |                      |                      |                      |                      |                      |                 |                 |                   |                   |                   |                   |                   |                   |  |  |  |  |
|                                 |                                 |                                 |                                 |                                 |                                 |              |              |                  |                  |                  |                  |                  |                  |                  |                  |                                                            |                                                            |                                                            |                                                            |                                                            |                                                            |  |  |                          |                          |                          |                          |                          |                          |  |  |                     |                     |                     |                     |                                        |                                        |                                        |                                        |                                        |                                        |                   |                   |                   |                   |         |         |                      |                      |                      |                      |                      |                      |                 |                 |                   |                   |                   |                   |                   |                   |  |  |  |  |
|                                 |                                 |                                 |                                 |                                 |                                 |              |              |                  |                  |                  |                  |                  |                  |                  |                  |                                                            |                                                            |                                                            |                                                            |                                                            |                                                            |  |  |                          |                          |                          |                          | Família real grega*      |                          |  |  |                     |                     |                     |                     |                                        |                                        |                                        |                                        |                                        |                                        |                   |                   |                   |                   |         |         |                      |                      |                      |                      |                      |                      |                 |                 |                   |                   |                   |                   |                   |                   |  |  |  |  |
|                                 |                                 |                                 |                                 |                                 |                                 |              |              |                  |                  |                  |                  |                  |                  |                  |                  |                                                            |                                                            |                                                            |                                                            |                                                            |                                                            |  |  |                          |                          |                          |                          |                          |                          |  |  |                     |                     |                     |                     |                                        |                                        |                                        |                                        |                                        |                                        |                   |                   |                   |                   |         |         |                      |                      |                      |                      |                      |                      |                 |                 |                   |                   |                   |                   |                   |                   |  |  |  |  |
|                                 |                                 |                                 |                                 |                                 |                                 |              |              |                  |                  |                  |                  |                  |                  |                  |                  |                                                            |                                                            |                                                            |                                                            |                                                            |                                                            |  |  |                          |                          |                          |                          |                          |                          |  |  |                     |                     |                     |                     |                                        |                                        |                                        |                                        |                                        |                                        |                   |                   |                   |                   |         |         |                      |                      |                      |                      |                      |                      |                 |                 |                   |                   |                   |                   |                   |                   |  |  |  |  |
| O Rei (Frederico X)             | O Rei (Frederico X)             | O Rei (Frederico X)             | O Rei (Frederico X)             | O Rei (Frederico X)             | O Rei (Frederico X)             |              |              | A Rainha (Maria) | A Rainha (Maria) | A Rainha (Maria) | A Rainha (Maria) | A Rainha (Maria) | A Rainha (Maria) |                  |                  |                                                            |                                                            |                                                            |                                                            |                                                            |                                                            |  |  |                          |                          |                          |                          |                          |                          |  |  |                     |                     |                     |                     | Alexandra de Frederiksborg (div. 2005) | Alexandra de Frederiksborg (div. 2005) | Alexandra de Frederiksborg (div. 2005) | Alexandra de Frederiksborg (div. 2005) | Alexandra de Frederiksborg (div. 2005) | Alexandra de Frederiksborg (div. 2005) |                   |                   | Joaquim           | Joaquim           | Joaquim | Joaquim | Joaquim              | Joaquim              |                      |                      | Maria Cavallier      | Maria Cavallier      | Maria Cavallier | Maria Cavallier | Maria Cavallier   | Maria Cavallier   |                   |                   |                   |                   |  |  |  |  |
| O Rei (Frederico X)             | O Rei (Frederico X)             | O Rei (Frederico X)             | O Rei (Frederico X)             | O Rei (Frederico X)             | O Rei (Frederico X)             |              |              | A Rainha (Maria) | A Rainha (Maria) | A Rainha (Maria) | A Rainha (Maria) | A Rainha (Maria) | A Rainha (Maria) |                  |                  |                                                            |                                                            |                                                            |                                                            |                                                            |                                                            |  |  |                          |                          |                          |                          |                          |                          |  |  |                     |                     |                     |                     | Alexandra de Frederiksborg (div. 2005) | Alexandra de Frederiksborg (div. 2005) | Alexandra de Frederiksborg (div. 2005) | Alexandra de Frederiksborg (div. 2005) | Alexandra de Frederiksborg (div. 2005) | Alexandra de Frederiksborg (div. 2005) |                   |                   | Joaquim           | Joaquim           | Joaquim | Joaquim | Joaquim              | Joaquim              |                      |                      | Maria Cavallier      | Maria Cavallier      | Maria Cavallier | Maria Cavallier | Maria Cavallier   | Maria Cavallier   |                   |                   |                   |                   |  |  |  |  |
|                                 |                                 |                                 |                                 |                                 |                                 |              |              |                  |                  |                  |                  |                  |                  |                  |                  |                                                            |                                                            |                                                            |                                                            |                                                            |                                                            |  |  |                          |                          |                          |                          |                          |                          |  |  |                     |                     |                     |                     |                                        |                                        |                                        |                                        |                                        |                                        |                   |                   |                   |                   |         |         |                      |                      |                      |                      |                      |                      |                 |                 |                   |                   |                   |                   |                   |                   |  |  |  |  |
|                                 |                                 |                                 |                                 |                                 |                                 |              |              |                  |                  |                  |                  |                  |                  |                  |                  |                                                            |                                                            |                                                            |                                                            |                                                            |                                                            |  |  |                          |                          |                          |                          |                          |                          |  |  |                     |                     |                     |                     |                                        |                                        |                                        |                                        |                                        |                                        |                   |                   |                   |                   |         |         |                      |                      |                      |                      |                      |                      |                 |                 |                   |                   |                   |                   |                   |                   |  |  |  |  |
| O Príncipe Herdeiro (Cristiano) | O Príncipe Herdeiro (Cristiano) | O Príncipe Herdeiro (Cristiano) | O Príncipe Herdeiro (Cristiano) | O Príncipe Herdeiro (Cristiano) | O Príncipe Herdeiro (Cristiano) |              |              | Isabel           | Isabel           | Isabel           | Isabel           | Isabel           | Isabel           |                  |                  | Vicente                                                    | Vicente                                                    | Vicente                                                    | Vicente                                                    | Vicente                                                    | Vicente                                                    |  |  | Josefina                 | Josefina                 | Josefina                 | Josefina                 | Josefina                 | Josefina                 |  |  | Nicolau de Monpezat | Nicolau de Monpezat | Nicolau de Monpezat | Nicolau de Monpezat | Nicolau de Monpezat                    | Nicolau de Monpezat                    |                                        |                                        | Félix de Monpezat                      | Félix de Monpezat                      | Félix de Monpezat | Félix de Monpezat | Félix de Monpezat | Félix de Monpezat |         |         | Henrique de Monpezat | Henrique de Monpezat | Henrique de Monpezat | Henrique de Monpezat | Henrique de Monpezat | Henrique de Monpezat |                 |                 | Atena de Monpezat | Atena de Monpezat | Atena de Monpezat | Atena de Monpezat | Atena de Monpezat | Atena de Monpezat |  |  |  |  |

Nota
* Membros estendidos incluem a família real grega

### Membro anterior

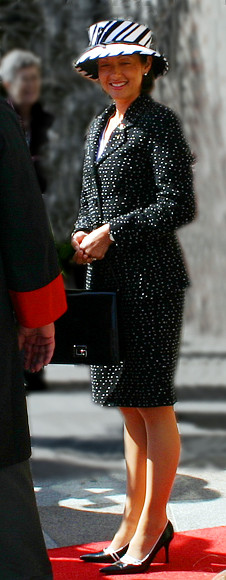
A Condessa Alexandra em 2004.

Alexandra Manley, ex-esposa do filho mais novo da rainha Margarida II, o príncipe Joaquim, e mãe dos condes Nicolau e Félix de Monpezat, perdeu o tratamento de "Sua Alteza Real" durante o seu divórcio em 2005, sendo referida apenas como "Sua Alteza" e ganhando o título de Condessa de Frederiksborg (em dinamarquês: grevinde af Frederiksborg). Este título pessoal foi lhe dado pela sua ex-sogra, a rainha Margarida II, o qual utiliza até os dias atuais. Alexandra permaneceu também sendo uma Princesa da Dinamarca até perder este título durante seu novo casamento com Martin Jørgensen, em 3 de março de 2007, deixando efetivamente de ser tratada como "Sua Alteza". Desde 2007, ela não é considerada um membro da família real dinamarquesa, mas manteve o tratamento e título de Sua Excelência a Condessa de Frederiksborg.

## Extensão da família

### Família real grega
Alguns membros da deposta família real grega possuem o título de "Príncipe" ou "Princesa da Grécia e Dinamarca" com o estilo de "Sua Alteza Real" ou "Sua Alteza", em conformidade com a Ordem do Gabinete Real de 1774 e como descendentes agnáticos de Jorge I da Grécia, que era filho do futuro rei Cristiano IX da Dinamarca, que foi e permaneceu sendo Príncipe da Dinamarca até sua ascensão ao trono da Grécia em 1863. Até 1953, sua descendência dinástica permaneceu na linha de sucessão dinamarquesa. No entanto, nenhum ato dinamarquês revogou a utilização do título pelos descendentes de Jorge I, nem para os que viviam em 1953, nem para aqueles que nasceram depois de 1953.
Apenas três membros da família real grega não ostentam o título de “Princesa da Dinamarca” nem o tratamento de Alteza :
- Princesa Marina (viúva do príncipe Miguel da Grécia e Dinamarca);
  - Princesa Alexandra, Sra. Mirzisantz (filha do príncipe Miguel);
  - Princesa Olga, Duquesa de Aosta (filha do príncipe Miguel).

Dois membros da família real grega, que nasceram "príncipes da Grécia e da Dinamarca", eram cônjuges de monarcas na Europa:
- Sofia da Grécia, Rainha Consorte da Espanha (irmã de  Constantino II e cunhada de Ana Maria);
- Filipe, Duque de Edimburgo, o Príncipe Consorte do Reino Unido (filho do príncipe André da Grécia e Dinamarca e neto de Jorge I da Grécia).

### Família real norueguesa

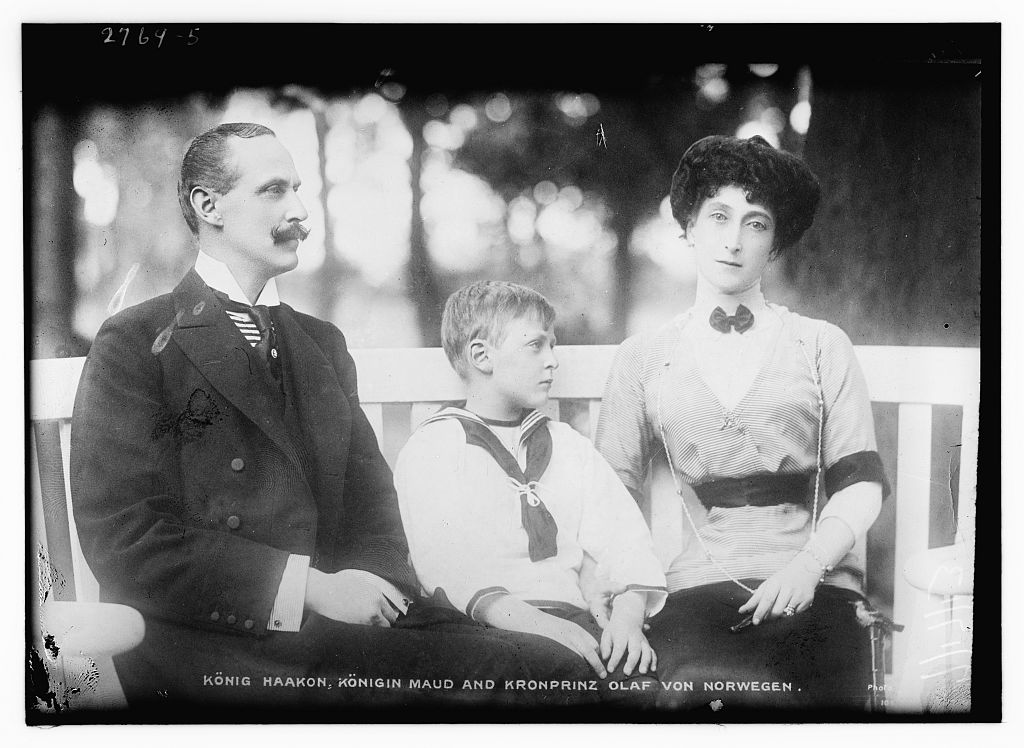
O rei Haakon VII, filho de Frederico VIII da Dinamarca e fundador da linhagem norueguesa da Casa de Glücksburg, com sua esposa Maud de Gales e seu filho, o príncipe Olavo (1917).

A família real norueguesa descende legitimamente da linhagem masculina do rei Frederico VIII da Dinamarca, bisavô da rainha Margarida. Haakon VII da Noruega, nascido príncipe Carlos da Dinamarca, filho mais novo de Frederico VIII, que assim como o seu tio Jorge I da Grécia, foi convidado para reinar em outro país. Assim como o ramo grego, os membros noruegueses não possuem mais direito ao trono dinamarquês, mas ao contrário dos gregos, eles abdicaram dos títulos dinamarqueses quando ascenderam ao trono estrangeiro em 1905.

### Família ducal de Schleswig-Holstein
A família ducal de Schleswig-Holstein descende legitimamente da linhagem masculina do rei Cristiano III da Dinamarca. Assim como o ramo grego, os membros de Schleswig-Holstein não possuem direito a sucessão ao trono dinamarquês, mas diferente do ramo grego, eles abdicaram dos títulos dinamarqueses quando ascenderam ao trono estrangeiro em 1564.